# Pachnobia suffusa
Pachnobia suffusa är en fjärilsart som beskrevs av Richardson 1952. Pachnobia suffusa ingår i släktet Pachnobia och familjen nattflyn. Inga underarter finns listade i Catalogue of Life.